# Liste chinesischer Bibliotheken
Dies ist eine Liste chinesischer Bibliotheken. Den Schwerpunkt der Liste bilden die 51, 62, 38 und 16 Bibliotheken aus den vier Listen der Schwerpunktinstitutionen für den Schutz alter Bücher und Schriften der Volksrepublik China (Quanguo guji zhongdian baohu danwei) der Jahre 2008, 2009, 2010 und 2013.
Das herkömmliche chinesische Wort für Bibliothek ist tushuguan (chinesisch 圖書館 / 图书馆, Pinyin túshūguǎn).

## Übersicht
(tushuguan 图书馆 = Bibliothek; daxue 大学 = Universität; bowuguan 博物馆 = Museum; sheng 省 = Provinz; shi 市 = Stadt u. a.)
- Anhui daxue tushuguan 安徽大学图书馆 (Bibliothek der Universität Anhui)
- Anhui sheng bowuguan 安徽省博物馆 (Museum der Provinz Anhui)
- Anhui sheng tushuguan 安徽省图书馆 (Bibliothek der Provinz Anhui)
- Anhui shifan daxue tushuguan 安徽师范大学图书馆 (Bibliothek der Pädagogischen Universität Anhui)
- Anhui Zhongguo Huizhou wenhua bowuguan 安徽中国徽州文化博物馆 (Chinesisches Huizhou-Kultur-Museum Anhui)
- Anhui Zhongyi xueyuan tushuguan 安徽中医学院图书馆 (Bibliothek des Instituts für Traditionelle Chinesische Medizin Anhui)
- Beijing daxue tushuguan 北京大学图书馆 (Bibliothek der Peking-Universität)
- Beijing shifan daxue tushuguan 北京师范大学图书馆 (Bibliothek der Pädagogischen Universität Peking)
- Changzhou shi tushuguan 常州市图书馆 (Changzhou-Bibliothek)
- Chongqing shi Beibei tushuguan 重庆市北碚图书馆 (Beibei-Bibliothek Chongqing)
- Chongqing tushuguan 重庆图书馆 (Chongqing-Bibliothek)
- Chongqing Zhongguo Sanxia bowuguan 重庆中国三峡博物馆 (Chinesisches Sanxia-Museum Chongqing)
- Dongbei shifan daxue tushuguan 东北师范大学图书馆 (Bibliothek der Pädagogischen Universität Ostchina)
- Fudan daxue tushuguan 复旦大学图书馆 (Bibliothek der Fudan-Universität)
- Fujian sheng tushuguan 福建省图书馆 (Bibliothek der Provinz Fujian)
- Fujian shifan daxue tushuguan 福建师范大学图书馆 (Bibliothek der Pädagogischen Universität Fujian)
- Gansu sheng tushuguan 甘肃省图书馆 (Bibliothek der Provinz Gansu)
- Ganzhou shi tushuguan 赣州市图书馆 (Bibliothek der Stadt Ganzhou)
- Guangdong shengli Zhongshan tushuguan 广东省立中山图书馆 (Zhongshan-Bibliothek der Provinz Guangdong)
- Guangxi shifan daxue tushuguan 广西师范大学图书馆 (Bibliothek der Pädagogischen Universität Guangxi)
- Guangxi Zhuangzu zizhiqu tushuguan 广西壮族自治区图书馆 (Bibliothek des Autonomen Gebiets Guangxi der Zhuang)
- Gugong bowuyuan 故宫博物院 (Palastmuseum Peking)
- Guilin tushuguan 桂林图书馆 (Guilin-Bibliothek)
- Guizhou sheng Libo xian dang’an guan 贵州省荔波县档案馆
- Guizhou sheng tushuguan 贵州省图书馆
- Guizhou shifan daxue tushuguan 贵州师范大学图书馆
- Chinesische Nationalbibliothek 中国国家图书馆
- Haerbin shifan daxue tushuguan 哈尔滨师范大学图书馆
- Hebei daxue tushuguan 河北大学图书馆
- Hebei sheng Baoding shi tushuguan 河北省保定市图书馆
- Hebei sheng tushuguan 河北省图书馆
- Heilongjiang daxue tushuguan 黑龙江大学图书馆
- Heilongjiang sheng Qiqihaer shi tushuguan 黑龙江省齐齐哈尔市图书馆
- Heilongjiang sheng tushuguan 黑龙江省图书馆
- Henan daxue tushuguan 河南大学图书馆
- Henan sheng Luoyang shi tushuguan 河南省洛阳市图书馆
- Henan sheng tushuguan 河南省图书馆
- Henan sheng Xinxiang shi tushuguan 河南省新乡市图书馆
- Henan Zhongguo Songshan Shaolinsi tushuguan 河南中国嵩山少林寺图书馆 (Chinesische Bibliothek des Shaolin-Klosters am Song Shan, Henan)
- Huadong shifan daxue tushuguan 华东师范大学图书馆
- Huanan shifan daxue tushuguan 华南师范大学图书馆
- Huazhong shifan daxue tushuguan 华中师范大学图书馆
- Hubei daxue tushuguan 湖北大学图书馆 (Bibliothek der Provinz Hubei)
- Hubei sheng bowuguan 湖北省博物馆 (Museum der Provinz Hubei)
- Hubei sheng tushuguan 湖北省图书馆 (Bibliothek der Provinz Hubei)
- Hubei sheng Wuhan tushuguan 湖北省武汉图书馆
- Hubei sheng Xiangyang shi tushuguan 湖北省襄阳市图书馆
- Hunan shehui kexueyuan tushuguan 湖南社会科学院图书馆
- Hunan shifan daxue tushuguan 湖南师范大学图书馆
- Hunan tushuguan 湖南图书馆
- Jiangsu sheng Changshu tushuguan 江苏省常熟图书馆
- Jiangsu sheng Nantong shi tushuguan 江苏省南通市图书馆
- Jiangsu sheng Suzhou tushuguan 江苏省苏州图书馆
- Jiangsu sheng Wujiang shi tushuguan 江苏省吴江市图书馆
- Jiangsu sheng Wuxi shi tushuguan 江苏省无锡市图书馆
- Jiangsu sheng Zhenjiang shi tushuguan 江苏省镇江市图书馆
- Jiangxi sheng bowuguan 江西省博物馆 (Museum der Provinz Jiangxi)
- Jiangxi sheng Leping shi tushuguan 江西省乐平市图书馆
- Jiangxi sheng Lushan tushuguan 江西省庐山图书馆
- Jiangxi sheng ping xiang shi tushuguan 江西省萍乡市图书馆
- Jiangxi sheng tushuguan 江西省图书馆 (Bibliothek der Provinz Jiangxi)
- Jilin daxue tushuguan 吉林大学图书馆 (Bibliothek der Jilin-Universität)
- Jilin sheng Changchun tushuguan 吉林省长春图书馆
- Jilin sheng Jilin shi tushuguan 吉林省吉林市图书馆
- Jilin sheng shehui kexueyuan tushuguan 吉林省社会科学院图书馆
- Jilin sheng tushuguan 吉林省图书馆 (Bibliothek der Provinz Jilin)
- Jinan daxue tushuguan 暨南大学图书馆 (Bibliothek der Jinan-Universität)
- Jinling tushuguan 金陵图书馆 Jinling-Bibliothek
- Gansu sheng Gannan Zangzu zizhi zhou Xiahe xian Labulengsi tushuguan (Zangjing lou) 甘肃省甘南藏族自治州夏河县拉卜楞寺图书馆（藏经楼）(Bibliothek des Klosters Labrang, Kreis Xiahe des Autonomen Bezirks Gannan der Tibeter, Provinz Gansu)
- Lanzhou daxue tushuguan 兰州大学图书馆 (Bibliothek der Lanzhou-Universität)
- Liaoning daxue tushuguan 辽宁大学图书馆 (Bibliothek der Liaoning-Universität)
- Liaoning sheng bowuguan 辽宁省博物馆 (Museum der Provinz Liaoning)
- Liaoning sheng Dalian tushuguan 辽宁省大连图书馆
- Liaoning sheng tushuguan 辽宁省图书馆
- Liuzhou shi tushuguan 柳州市图书馆
- Nanjing bowuyuan 南京博物院
- Nanjing daxue tushuguan 南京大学图书馆 (Bibliothek der Nanjing-Universität)
- Nanjing shi bowuguan 南京市博物馆
- Nanjing shifan daxue tushuguan 南京师范大学图书馆 (Bibliothek der Pädagogischen Universität Nanjing)
- Nanjing tushuguan 南京图书馆
- Nanjing Zhongyiyao daxue 南京中医药大学
- Nankai daxue tushuguan 南开大学图书馆 (Bibliothek der Nankai-Universität)
- Neimenggu zizhiqu tushuguan 内蒙古自治区图书馆 (Bibliothek des Autonomen Gebiets Innere Mongolei)
- Ningxia tushuguan 宁夏图书馆 (Ningxia-Bibliothek)
- Qinghua daxue tushuguan 清华大学图书馆 (Bibliothek der Qinghua-Universität)
- Qufu shifan daxue tushuguan 曲阜师范大学图书馆
- Shaanxi sheng tushuguan 陕西省图书馆 (Bibliothek der Provinz Shaanxi)
- Shaanxi shifan daxue tushuguan 陕西师范大学图书馆
- Shandong daxue tushuguan 山东大学图书馆 (Bibliothek der Shandong-Universität)
- Shandong sheng bowuguan山东省博物馆 (Museum der Provinz Shandong)
- Shandong sheng Jinan shi tushuguan 山东省济南市图书馆
- Shandong sheng Penglai Muxiang cangshuguan 山东省蓬莱慕湘藏书馆
- Shandong sheng Qingdao shi bowuguan 山东省青岛市博物馆
- Shandong sheng Qingdao shi tushuguan 山东省青岛市图书馆
- Shandong sheng tushuguan 山东省图书馆
- Shandong sheng Yantai tushuguan 山东省烟台图书馆
- Shandong shifan daxue tushuguan 山东师范大学图书馆
- Shandong sheng Qufu shi wenwuju Kongfu wenwu dang’an guan 山东省曲阜市文物局孔府文物档案馆
- Shanghai bowuguan 上海博物馆
- Shanghai shehui kexueyuan tushuguan 上海社会科学院图书馆
- Shanghai shifan daxue tushuguan 上海师范大学图书馆
- Shanghai tushuguan 上海图书馆
- Shanghai Zhongyiyao daxue tushu xinxi zhongxin 上海中医药大学图书信息中心
- Shanxi bowuyuan 山西博物院
- Shanxi daxue tushuguan 山西大学图书馆 (Bibliothek der Shanxi-Universität)
- Shanxi sheng Qixian tushuguan 山西省祁县图书馆
- Shanxi sheng tushuguan 山西省图书馆
- Shanxi shifan daxue tushuguan 山西师范大学图书馆
- Shenyang shi tushuguan 沈阳市图书馆
- Shijiazhuang shi tushuguan 石家庄市图书馆
- Shoudu tushuguan 首都图书馆
- Sichuan daxue tushuguan 四川大学图书馆 (Bibliothek der Sichuan-Universität)
- Sichuan sheng Chengdu du fu cao tang bowuguan 四川省成都杜甫草堂博物馆
- Sichuan sheng Chengdu tushuguan 四川省成都图书馆
- Sichuan sheng Luzhou shi tushuguan 四川省泸州市图书馆
- Sichuan sheng Nanchong shi tushuguan 四川省南充市图书馆
- Sichuan shifan daxue tushuguan 四川师范大学图书馆
- Suzhou bowuguan 苏州博物馆
- Suzhou daxue tushuguan 苏州大学图书馆 (Bibliothek der Suzhou-Universität)
- Tai’an shi bowuguan 泰安市博物馆
- Taiyuan shi tushuguan 太原市图书馆
- Tianjin tushuguan 天津图书馆
- Tianjin, Binhai-Bibliothek
- Tianshui shi tushuguan 天水市图书馆
- Wendeng shi tushuguan 文登市图书馆
- Wuhan daxue tushuguan 武汉大学图书馆 (Bibliothek der Wuhan-Universität)
- Xi’an bowuyuan 西安博物院
- Xiamen daxue tushuguan 厦门大学图书馆 (Bibliothek der Xiamen-Universität)
- Xibei daxue tushuguan 西北大学图书馆
- Xiling yinshe 西泠印社
- Xinan daxue tushuguan 西南大学图书馆
- Xinjiang Weiwuer zizhiqu tushuguan 新疆维吾尔自治区图书馆 (Bibliothek des Uigurischen Autonomen Gebiets Xinjiang)
- Xishui xian bowuguan 浠水县博物馆
- Xizang zizhiqu bowuguan 西藏自治区博物馆 (im Tibet-Museum)
- Potala 布达拉宫
- Xizang zizhiqu dang’an guan 西藏自治区档案馆 (Historisches Archiv des Autonomen Gebiets Tibet)
- Norbulinka 罗布林卡
- Xuzhou shi tushuguan 徐州市图书馆
- Xuzhou shifan daxue tushuguan 徐州师范大学图书馆
- Yangzhou daxue tushuguan 扬州大学图书馆 (Bibliothek der Yangzhou-Universität)
- Yangzhou shi tushuguan 扬州市图书馆
- Yunnan sheng shehui kexueyuan tushuguan 云南省社会科学院图书馆
- Yunnan sheng tushuguan 云南省图书馆
- Zhejiang daxue tushuguan 浙江大学图书馆 (Bibliothek der Zhejiang-Universität)
- Zhejiang sheng bowuguan 浙江省博物馆 (Museum der Provinz Zhejiang)
- Zhejiang sheng Hangzhou tushuguan 浙江省杭州图书馆
- Zhejiang sheng Jiaxing shi tushuguan 浙江省嘉兴市图书馆
- Tianyige-Bibliothek 天一阁
- Zhejiang sheng Rui’an shi wenwu guan (Yuhai lou) 浙江省瑞安市文物馆（玉海楼 ）
- Zhejiang sheng Shaoxing tushuguan 浙江省绍兴图书馆
- Zhejiang sheng Wenzhou shi tushuguan 浙江省温州市图书馆
- Zhejiang tushuguan 浙江图书馆
- Zhejiang Xiling yinshe 浙江西泠印社
- Zhengzhou daxue tushuguan 郑州大学图书馆 (Bibliothek der Zhengzhou-Universität)
- Zhengzhou shi tushuguan 郑州市图书馆
- Zhongguo diyi lishi dang’an guan 中国第一历史档案馆
- Zhongguo kexueyuan guojia kexue tushuguan 中国科学院国家科学图书馆
- Zhongguo minzu tushuguan 中国民族图书馆
- Zhongguo renmin daxue tushuguan 中国人民大学图书馆
- Zhongguo shehui kexueyuan lishi yanjiusuo tushuguan 中国社会科学院历史研究所图书馆
- Zhongguo shehui kexueyuan tushuguan 中国社会科学院图书馆
- Zhongguo shehui kexueyuan wenxuesuo tushuguan 中国社会科学院文学所图书馆
- Zhongguo yishu yanjiuyuan tushuguan 中国艺术研究院图书馆
- Zhongguo Zhongyi kexueyuan tushuguan 中国中医科学院图书馆
- Zhongguorenmin Jiefangjun junshikexue yuan junshi tushu ziliao guan 中国人民解放军军事科学院军事图书资料馆
- Zhongshan daxue tushuguan 中山大学图书馆 (Bibliothek der Sun-Yat-sen-Universität)
- Zhongyang minzu daxue tushuguan 中央民族大学图书馆
- Zibo shi tushuguan 淄博市图书馆